# Rostrolaetilia ardiferella
Rostrolaetilia ardiferella är en fjärilsart som beskrevs av George Duryea Hulst 1888. Rostrolaetilia ardiferella ingår i släktet Rostrolaetilia och familjen mott. Inga underarter finns listade i Catalogue of Life.